# Wofford Heights
Wofford Heights es un lugar designado por el censo ubicado en el condado de Kern en el estado estadounidense de California. En el año 2000 tenía una población de 2,276 habitantes y una densidad poblacional de 145 personas por km².

## Geografía
Wofford Heights se encuentra ubicado en las coordenadas 35°42′25″N 118°27′22″O / 35.70694, -118.45611. Según la Oficina del Censo, la ciudad tiene un área total de 15,7 km² (6,1 mi²), de la cual 15,7 km² (6,1 mi²) es tierra y 0 km² (0 mi²) 0.00% es agua.

## Demografía
Según la Oficina del Censo, en 2000, los ingresos medios por hogar en la localidad eran de $24,326, y los ingresos medios por familia eran $29,157. Los hombres tenían unos ingresos medios de $31,641 frente a los $30,294 para las mujeres. La renta per cápita para la localidad era de $15,937. Alrededor del 20.2% de la población estaban por debajo del umbral de pobreza.